# L'Ordre moral
Pour plus de détails, voir Fiche technique et Distribution.
L'Ordre moral est un drame historique portugais réalisé par Mário Barroso et sorti en 2020.

## Synopsis
L'histoire s'inspire de la vie de Maria Adelaide Coelho da Cunha. Riche héritière, elle quitte le domicile conjugal pour vivre avec son jeune amant. Elle est internée en psychiatrie par son mari. 

## Fiche technique
- Titre original : Ordem Moral
- Réalisation : Mário Barroso
- Scénario : Carlos Saboga
- Photographie : Mário Barroso
- Montage : Paulo Milhomens
- Musique : Mário Laginha
- Son : Ricardo Leal et Pedro Góis
- Décors : Paula Szabo
- Costumes : Lucha D'Orey
- Producteur : Paulo Branco
  - Producteur exécutif : Ana Pinhao Moura
- Sociétés de production : Leopardo Filmes et APM Produçoes
- Sociétés de distribution : Alfama Films
- Pays d'origine :  Portugal
- Langue originale : portugais
- Format : couleur
- Genre : Drame historique
- Durée : 101 minutes
- Dates de sortie :
  - France : 10 septembre 2020

## Distribution
- Maria de Medeiros : Maria Adelaide Coelho da Cunha
- Marcello Urgeghe : Alfredo da Cunha
- João Pedro Mamede : Manuel Claro
- João Luís Arrais : José Eduardo
- Albano Jerónimo : Cicero
- Júlia Palha : Sophia de Azevedo
- Ana Padrão : Berta de Morais
- Vera Moura : Idalina
- Isabel Ruth : Avó